# (3680) Sasha
(3680) Sasha (1987 MY) – planetoida z pasa głównego asteroid okrążająca Słońce w ciągu 3,32 lat w średniej odległości 2,23 au Odkryła ją Eleanor Helin 28 czerwca 1987 roku.